# Sahathor
Sahathor war ein altägyptischer König (Pharao) der 13. Dynastie (Zweite Zwischenzeit), welcher etwa um 1733 v. Chr., nach Detlef Franke um 1694 v. Chr. regierte.

## Belege
Sahathor war der Sohn des Gottesvaters Haanchef und der Königsmutter Kemi. Seine Geschwister waren unter anderem Neferhotep I., der vor ihm regierte, und sein Nachfolger Sobekhotep IV.
Sahathor regierte nach dem Königspapyrus Turin nur wenige Monate (0 Jahre, ? Monate, 3 Tage), auf der Königsliste von Karnak erscheint er nicht. Bereits als Prinz ist er auf Inschriften am ersten Katarakt (Insel Sehel) und am Weg von Schellal nach Assuan belegt, ebenfalls auf zwei Statuen aus dem Hekaib-Heiligtum von Elephantine. Mit seinem Thronnamen ist vielleicht eine Perle beschriftet, und auch ein Siegelzylinder wurde gefunden, doch ist die Lesung des Königsnamens auf diesen Objekten umstritten, so dass es Zweifel an der Zuordnung dieser Objekte an Sahathor gibt und er vielleicht nie als eigenständiger Herrscher regierte. Es gibt schließlich sogar eine posthume Statue, auf der er nur als Königssohn erscheint.